# Rüschlikon
Rüschlikon är en ort och kommun  i distriktet Horgen i kantonen Zürich, Schweiz. Kommunen har 6 275 invånare (2023).
Rüschlikon ligger vid Zürichsjön cirka 8 km söder om Zürich.